# Utricularia heterosepala
Utricularia heterosepala este o specie de plante carnivore din genul Utricularia, familia Lentibulariaceae, ordinul Lamiales, descrisă de Benj.. Conform Catalogue of Life specia Utricularia heterosepala nu are subspecii cunoscute.